# Xã Odessa, Quận Edmunds, South Dakota
Xã Odessa (tiếng Anh: Odessa Township) là một xã thuộc quận Edmunds, tiểu bang Nam Dakota, Hoa Kỳ. Năm 2010, dân số của xã này là 23 người.